# Долнє Орле
Долнє Орле (словен. Dolnje Orle) — поселення в общині Севниця, Споднєпосавський регіон, Словенія. Висота над рівнем моря: 189 м.